# Filip Stojković
Filip Stojković (srbskou cyrilicí Филип Стојковић; * 22. ledna 1993, Ćuprija) je černohorský fotbalový obránce srbského původu.

## Klubová kariéra
S fotbalem začal v Crvene Zvezdě. V červnu 2009 podepsal svůj první profesionální kontrakt. Následující dvě sezony odehrál v FK Sopot hrajícím 3. srbskou ligu. V březnu 2012 debutoval za Zvezdu v SuperLize v utkání proti FK Smederevo 1924 (výhra 4:0). V sezoně 2012/13 hrál na hostování nejprve v FK Banat Zrenjanin, poté v FK Čukarički, kde nakonec přestoupil. Záhy se zde stal členem základní sestavy, a v letech 2015 a 2016 byl zvolen do nejlepší jedenáctky srbské SuperLigy. V červenci 2016 podepsal tříletou smlouvu s německým TSV 1860 München. Klub ale sestoupil do 3. ligy a Stojković rozvázal kontrakt, a podepsal dvouletou smlouvu ve svém prvním klubu, Crvene Zvezdě. V srpnu 2019 přestoupil do rakouského Rapidu Vídeň.

## Reprezentační kariéra
Stojković v mládežnických reprezentacích reprezentoval Srbsko. V jeho dresu se zúčastnil ME do 19 let 2012 a ME do 21 let 2015. V květnu 2016 byla trenérem Ljubišou Tumbakovićem povolán do reprezentace Černé Hory. Reprezentační kariéru ukončil v červnu 2019 když odmítl hrát proti Kosovu. Spolu s ním odmítl nastoupit i trenér Tumbaković, který byl z toho důvodu propuštěn.